# Магнат
Магнати (од лат. magnus, велико) је латински термин за великаше (титулисану аристократију), горњи слој племства у Енглеској, Мађарској, Пољској и Литванији. Слично значење имају појмови "перови" (енг. peers) у Великој Британији и "гранди" (шпански grandes) у Шпанији.

## Енглеска
У Енглеској, великашима су сматрани аристократи са титулом већом од барона: ерлови, војводе и кнежеви (принчеви). Енглески великаши (енг. peers) су до 1999. по рођењу стицали право на место у Горњем дому Парламента.

## Мађарска
У краљевини Угарској, магнати су били чланови горњег дома угарског Сабора (све до 1918).

## Пољска и Литванија
У Пољској и Литванији, магнати су били водећи слој аристократије (шљахте), од 16. века до треће поделе Пољске 1795., а потпуно су ишчезли са комунистичком револуцијом 1945.
Пољски великаши ( краљићи ) су на врхунцу моћи били полу-независни господари читавих покрајина (нарочито у Украјини и Белорусији) и приватних армија. Тако је, на пример, кнез Јеремија Вишњовјецки 1648. поседовао 38.000 домаћинстава са око 230.000 кметова, и командовао приватном војском од око 6.000 најамника.